# (38183) 1999 JM125
1999 JM125 (asteroide 38183) é um asteroide da cintura principal. Possui uma excentricidade de 0.17919070 e uma inclinação de 1.86738º.
Este asteroide foi descoberto no dia 10 de maio de 1999 por LINEAR em Socorro.